# Virginia Ruano
Virginia Ruano Pascual, más conocida como Vivi Ruano (Madrid, 21 de septiembre de 1973), es una extenista española. 
Considerada como una de las mejores tenistas de dobles de la historia, ganó diez Grand Slams y el WTA Tour Championships. Además, logró dos medallas olímpicas y tres títulos de Copa Federación con España.

## Biografía
Toda su familia procede de la provincia de León, más en concreto de Matanza de los Oteros, donde aún reside parte de ella.
Ha ganado 3 torneos individuales pero no es esa el área donde destaca. En dobles ha ganado 42 títulos, incluyendo 10 Grand Slam. Con la argentina Paola Suárez formó la mejor pareja del mundo durante varias temporadas. Además ha sido número 1 del mundo en dobles durante más de 2 años de forma ininterrumpida.
También ganó 1 Grand Slam en la modalidad de dobles mixtos, fue Roland Garros en la temporada 2001, junto a Tomás Carbonell.
El 25 de junio de 2001, logró una de sus victorias más importantes en el circuito individual de la WTA al vencer en la primera ronda del torneo de Wimbledon a la entonces número 1 del ranking, Martina Hingis, por 6-4 y 6-2.
Representando a España, Virginia Ruano ha logrado dos medallas de plata en los Juegos Olímpicos de Atenas 2004 y Pekín 2008, ambas en el torneo de dobles femenino, la primera formando pareja con Conchita Martínez y la segunda con Anabel Medina. También ganó la medalla de plata en los Juegos Mediterráneos de 1993 celebrados en Languedoc-Rosellón (Francia), al perder la final contra la croata Maja Muric.
Ruano disputó el 13 de mayo de 2010 en Madrid su último partido como profesional.

Tras su retirada del tenis profesional, comenzó una carrera de comentarista deportiva en dicha especialidad siendo una de las comentaristas de los partidos de tenis jugados durante los Juegos Olímpicos de Paris en julio de 2024 junto a Arseni Pérez.

## Títulos (46; 3+43)

### Individuales (3)
| Leyenda                    |
| Grand Slam (0)             |
| WTA Tour Championships (0) |
| Premier (0)                |
| International (3)          |

| N.º | Fecha              | Torneo   | Superficie    | Oponente en la final | Resultado   |
| --- | ------------------ | -------- | ------------- | -------------------- | ----------- |
| 1.  | 24 de mayo de 1997 | Cardiff  | Tierra batida | Alexia Dechaume      | 6-1 3-6 6-2 |
| 2.  | 3 de mayo de 1998  | Budapest | Tierra batida | Silvia Farina        | 6-4 4-6 6-3 |
| 3.  | 27 de mayo de 2005 | Taskent  | Dura          | Saori Obata          | 6-2 7-6(2)  |

### Clasificación en torneos del Grand Slam en individuales
| Torneo               | 2010 | 2009 | 2008 | 2007 | 2006 | 2005 | 2004 | 2003 | 2002 | 2001 | 2000 | 1999 | 1998 | 1997 | 1996 | 1995 | 1994 | 1993 | 1992 | Títulos |
| -------------------- | ---- | ---- | ---- | ---- | ---- | ---- | ---- | ---- | ---- | ---- | ---- | ---- | ---- | ---- | ---- | ---- | ---- | ---- | ---- | ------- |
| Abierto de Australia | -    | 2r   | 3r   | 2r   | 4r   | 1r   | 2r   | QF   | 1r   | 3r   | 1r   | 2r   | 2r   | 2r   | 1r   | -    | 1r   | -    | -    | 0       |
| Roland Garros        | -    | 2r   | 1r   | -    | 1r   | 2r   | 3r   | 1r   | 2r   | 2r   | -    | 1r   | 3r   | 3r   | 1r   | QF   | -    | -    | -    | 0       |
| Wimbledon            | -    | -    | 2r   | 3r   | 2r   | 1r   | 3r   | 1r   | 2r   | 2r   | -    | 1r   | 4r   | 2r   | 1r   | 1r   | -    | -    | -    | 0       |
| Abierto de EE. UU.   |      | -    | 2r   | 1r   | 2r   | 1r   | 2r   | 1r   | 1r   | 3r   | 2r   | 3r   | 3r   | 1r   | 1r   | 1r   | -    | 1r   | 1r   | 0       |
| Championsh.          |      | -    | -    | -    | -    | -    | -    | -    | -    | -    | -    | -    | -    | -    | -    | -    | -    | -    | -    | 0       |

### Dobles (43)
| Leyenda                    |
| Grand Slam (10)            |
| WTA Tour Championships (1) |
| Premier (11)               |
| International (21)         |

| N.º | Fecha                    | Torneo                 | Superficie    | Pareja              | Oponentes en la final                       | Resultado      |
| --- | ------------------------ | ---------------------- | ------------- | ------------------- | ------------------------------------------- | -------------- |
| 1.  | 24 de enero de 1998      | Hobart                 | Tierra batida | Paola Suárez        | Janette Husárová Julie Halard               | 7-6(6) 6-3     |
| 2.  | 3 de mayo de 1998        | Budapest               | Tierra batida | Paola Suárez        | Catalina Cristea Laura Montalvo             | 4-6 6-1 6-1    |
| 3.  | 16 de mayo de 1998       | Roma                   | Tierra batida | Paola Suárez        | Arantxa Sánchez Vicario Amanda Coetzer      | 7-6(1) 6-4     |
| 4.  | 29 de mayo de 1999       | Barcelona              | Tierra batida | Paola Suárez        | María Fernanda Landa Marlene Weingartner    | 6-2 0-6 6-0    |
| 5.  | 29 de abril de 2000      | Hilton Head            | Tierra batida | Paola Suárez        | Conchita Martínez Patricia Tabarini         | 7-5 6-3        |
| 6.  | 29 de julio de 2000      | Sopot                  | Tierra batida | Paola Suárez        | Asa Svensson Rita Grande                    | 7-5 6-1        |
| 7.  | 26 de mayo de 2001       | Amberes                | Tierra batida | Els Callens         | Kristie Boogert Miriam Oremans              | 6-3 3-6 6-4    |
| 8.  | 2 de junio de 2001       | Barcelona              | Tierra batida | Paola Suárez        | Lisa Raymond Rennae Stubbs                  | 7-5 2-6 7-6(4) |
| 9.  | 23 de junio de 2001      | Roland Garros          | Tierra batida | Paola Suárez        | Jelena Dokić Conchita Martínez              | 6-2 6-1        |
| 10. | 28 de julio de 2001      | Knokke-Heist           | Tierra batida | Magüi Serna         | Ilie Dragomir Andreea Vanc                  | 6-4 6-3        |
| 11. | 3 de marzo de 2002       | Bogotá                 | Tierra batida | Paola Suárez        | Tina Krizan Katarina Srebotnik              | 6-2 6-1        |
| 12. | 9 de marzo de 2002       | Acapulco               | Tierra batida | Paola Suárez        | Tina Krizan Katarina Srebotnik              | 7-5 6-1        |
| 13. | 29 de mayo de 2002       | Roma                   | Tierra batida | Paola Suárez        | Conchita Martínez Patricia Tabarini         | 6-3 6-4        |
| 14. | 22 de junio de 2002      | Roland Garros          | Tierra batida | Paola Suárez        | Lisa Raymond Rennae Stubbs                  | 6-4 6-2        |
| 15. | 23 de agosto de 2002     | Montreal               | Dura          | Paola Suárez        | Rika Fujiwara Ai Sugiyama                   | 6-4 7-6(4)     |
| 16. | 21 de septiembre de 2002 | Abierto de EE.UU.      | Dura          | Paola Suárez        | Elena Dementieva Janette Husárová           | 6-2 6-1        |
| 17. | 20 de septiembre de 2002 | Bahía                  | Dura          | Paola Suárez        | Emilie Loit Rossana de los Ríos             | 6-4 6-1        |
| 18. | 27 de septiembre de 2002 | Bali                   | Dura          | Cara Black          | Arantxa Sánchez Vicario Svetlana Kuznetsova | 6-2 6-3        |
| 19. | 26 de abril de 2003      | Charleston             | Tierra batida | Paola Suárez        | Janette Husárová Conchita Martínez          | 6-0 6-3        |
| 20. | 17 de mayo de 2003       | Berlín                 | Dura          | Paola Suárez        | Kim Clijsters Ai Sugiyama                   | 6-3 4-6 6-4    |
| 21. | 29 de agosto de 2003     | New Haven              | Dura          | Paola Suárez        | Alicia Molik Magüi Serna                    | 7-6(6) 6-3     |
| 22. | 27 de septiembre de 2003 | Abierto de EE.UU.      | Dura          | Paola Suárez        | Svetlana Kuznetsova Martina Navratilova     | 6-2 6-3        |
| 23. | 27 de septiembre de 2003 | WTA Tour Championships | Dura          | Paola Suárez        | Kim Clijsters Ai Sugiyama                   | 6-4 3-6 6-3    |
| 24. | 14 de febrero de 2004    | Abierto de Australia   | Dura          | Paola Suárez        | Svetlana Kuznetsova Yelena Líjovtseva       | 6-4 6-3        |
| 25. | 27 de marzo de 2004      | Indian Wells           | Dura          | Paola Suárez        | Svetlana Kuznetsova Yelena Líjovtseva       | 6-1 6-2        |
| 26. | 24 de abril de 2004      | Charleston             | Tierra batida | Paola Suárez        | Martina Navratilova Lisa Raymond            | 6-4 6-1        |
| 27. | 16 de junio de 2004      | Roland Garros          | Tierra batida | Paola Suárez        | Svetlana Kuznetsova Yelena Líjovtseva       | 6-0 6-3        |
| 28. | 24 de septiembre de 2004 | Abierto de EE.UU.      | Dura          | Paola Suárez        | Svetlana Kuznetsova Yelena Líjovtseva       | 6-4 7-5        |
| 29. | 6 de noviembre de 2004   | Luxemburgo             | Dura          | Paola Suárez        | Jill Craybas Marlene Weingartner            | 6-1 6-7(1) 6-3 |
| 30. | 11 de marzo de 2005      | Dubái                  | Dura          | Paola Suárez        | Svetlana Kuznetsova Alicia Molik            | 6-7(7) 6-2 6-1 |
| 31. | 25 de marzo de 2005      | Indian Wells           | Dura          | Paola Suárez        | Nadia Petrova Meghann Shaughnessy           | 7-6(3) 6-1     |
| 32. | 23 de abril de 2005      | Charleston             | Tierra batida | Conchita Martínez   | Iveta Benešová Kveta Peschke                | 6-1 6-4        |
| 33. | 17 de junio de 2005      | Roland Garros          | Tierra batida | Paola Suárez        | Cara Black Liezel Huber                     | 4-6 6-3 6-3    |
| 34. | 13 de agosto de 2005     | San Diego              | Dura          | Conchita Martínez   | Daniela Hantuchová Ai Sugiyama              | 6-7(7) 6-1 7-5 |
| 35. | 19 de agosto de 2006     | Los Ángeles            | Dura          | Paola Suárez        | Daniela Hantuchová Ai Sugiyama              | 6-3 6-4        |
| 36. | 30 de septiembre de 2006 | Pekín                  | Dura          | Paola Suárez        | Anna Chakvetadze Yelena Vesnina             | 6-2 6-4        |
| 37. | 7 de octubre de 2006     | Seúl                   | Dura          | Paola Suárez        | Chia-jung Chuang Mariana Díaz-Oliva         | 6-2 6-3        |
| 38. | 5 de agosto de 2007      | Estocolmo              | Dura          | Anabel Medina       | Chin-Wei Chan Tetiana Luzhanska             | 6-1 5-7 10-6   |
| 39. | 11 de enero de 2008      | Hobart                 | Dura          | Anabel Medina       | Eleni Daniilidou Jasmin Woehr               | 6-2 6-4        |
| 40. | 6 de junio de 2008       | Roland Garros          | Tierra batida | Anabel Medina       | Casey Dellacqua Francesca Schiavone         | 2-6 7-5 6-4    |
| 41. | 2 de agosto de 2008      | Portoroz               | Dura          | Anabel Medina       | Vera Dushevina Ekaterina Makarova           | 6-4 6-1        |
| 42. | 5 de junio de 2009       | Roland Garros          | Tierra batida | Anabel Medina       | Victoria Azarenka Yelena Vesnina            | 6-1 6-1        |
| 43. | 22 de mayo de 2010       | Varsovia               | Tierra batida | Meghann Shaughnessy | Cara Black Zi Yan                           | 6-3 6-4        |

### Finalista en dobles (35)

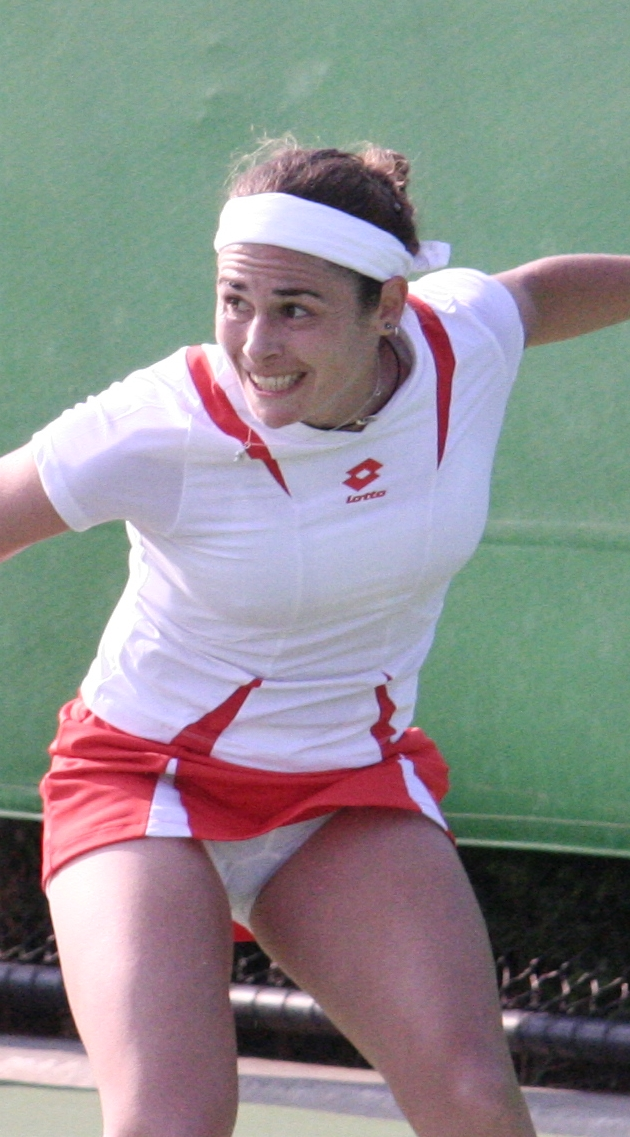
Virginia Ruano Pascual en el Abierto de Australia 2007.

- 1999: Budapest (junto a Laura Montalvo pierden ante Evgenia Koulikovskaya y Sandra Macuk).
- 2000: Roland Garros (junto a Paola Suárez pierden ante Martina Hingis y Mary Pierce).
- 2000: Palermo (junto a Ruxandra Dragomir pierden ante Silvia Farina y Rita Grande).
- 2000: New Haven (junto a Paola Suárez pierden ante Julie Halard y Ai Sugiyama).
- 2001: Hobart (junto a Ruxandra Dragomir pierden ante Cara Black y Yelena Líjovtseva).
- 2001: Acapulco (junto a Paola Suárez pierden ante María José Martínez y Anabel Medina).
- 2001: Indian Wells (junto a Paola Suárez pierden ante Nicole Arendt y Ai Sugiyama).
- 2001: Charleston (junto a Paola Suárez pierden ante Lisa Raymond y Rennae Stubbs).
- 2002: Miami (junto a Paola Suárez pierden ante Lisa Raymond y Rennae Stubbs).
- 2002: Wimbledon (junto a Paola Suárez pierden ante Serena Williams y Venus Williams).
- 2003: Abierto de Australia (junto a Paola Suárez pierden ante Serena Williams y Venus Williams).
- 2003: Amelia Island (junto a Paola Suárez pierden ante Lindsay Davenport y Lisa Raymond).
- 2003: Roland Garros (junto a Paola Suárez pierden ante Kim Clijsters y Ai Sugiyama).
- 2003: Wimbledon (junto a Paola Suárez pierden ante Kim Clijsters y Ai Sugiyama).
- 2003: Zúrich (junto a Paola Suárez pierden ante Kim Clijsters y Ai Sugiyama).
- 2004: Auckland (junto a Paola Suárez pierden ante Mervana Jugic y Jelena Kostanic).
- 2004: Roma (junto a Paola Suárez pierden ante Nadia Petrova y Meghann Shaughnessy).
- 2004: Los Ángeles (junto a Conchita Martínez pierden ante Nadia Petrova y Meghann Shaughnessy).
- 2004: San Diego (junto a Paola Suárez pierden ante Cara Black y Rennae Stubbs).
- 2004: Juegos Olímpicos de Atenas (junto a Conchita Martínez pierden ante Ting Li y Tiantian Sun).
- 2004: Moscú (junto a Paola Suárez pierden ante Anastasia Mýskina y Vera Zvonariova).
- 2004: Zúrich (junto a Paola Suárez pierden ante Cara Black y Rennae Stubbs).
- 2005: Toronto (junto a Conchita Martínez pierden ante Anna-Lena Groenefeld y Martina Navratilova).
- 2005: Bangkok (junto a Conchita Martínez pierden ante Shinobu Asagoe y Gisela Dulko).
- 2005: Linz (junto a Conchita Martínez pierden ante Gisela Dulko y Kveta Peschke).
- 2006: Sídney (junto a Paola Suárez pierden ante Corina Morariu y Rennae Stubbs).
- 2006: Indian Wells (junto a Meghann Shaughnessy pierden ante Lisa Raymond y Samantha Stosur).
- 2006: Charleston (junto a Meghann Shaughnessy pierden ante Lisa Raymond y Samantha Stosur).
- 2006: Wimbledon (junto a Paola Suárez pierden ante Zi Yan y Jie Zheng).
- 2007: Hobart (junto a Anabel Medina pierden ante Yelena Líjovtseva y Yelena Vesniná).
- 2007: Amelia Island (junto a Anabel Medina pierden ante Mara Santangelo y Katarina Srebotnik).
- 2007: s´Hertogenbosch (junto a Anabel Medina pierden ante Yung-jan Chan y Chia-jung Chuang).
- 2008: Birmingham (junto a Séverine Bremond pierden ante Cara Black y Liezel Huber).
- 2008: Juegos Olímpicos de Pekín (junto a Anabel Medina pierden ante Serena Williams y Venus Williams).
- 2009: Marbella (junto a Anabel Medina pierden ante Klaudia Jans y Alicja Rosolska).

### Clasificación en torneos del Grand Slam en dobles
| Torneo               | 2010 | 2009 | 2008 | 2007 | 2006 | 2005 | 2004 | 2003 | 2002 | 2001 | 2000 | 1999 | 1998 | 1997 | 1996 | 1995 | 1994 | 1993 | 1992 | Títulos |
| -------------------- | ---- | ---- | ---- | ---- | ---- | ---- | ---- | ---- | ---- | ---- | ---- | ---- | ---- | ---- | ---- | ---- | ---- | ---- | ---- | ------- |
| Abierto de Australia | 3r   | 3r   | SF   | 1r   | QF   | 1r   | W    | F    | 3r   | QF   | 2r   | 2r   | 2r   | QF   | -    | -    | -    | -    | -    | 1       |
| Roland Garros        | 1r   | W    | W    | QF   | 2r   | W    | W    | F    | W    | W    | F    | 2r   | 2r   | 1r   | -    | -    | 2r   | 2r   | 1r   | 6       |
| Wimbledon            |      | SF   | 3r   | 3r   | F    | -    | SF   | F    | F    | SF   | QF   | 3r   | 2r   | 1r   | 1r   | -    | -    | -    | -    | 0       |
| Abierto de EE. UU.   |      | 3r   | SF   | 3r   | QF   | SF   | W    | W    | W    | 3r   | 1r   | 2r   | SF   | 2r   | 1r   | -    | 1r   | -    | 2r   | 3       |
| WTA Champions.       |      | -    | SF   | -    | -    | SF   | SF   | W    | QF   | SF   | QF   | -    | -    | -    | -    | -    | -    | -    | -    | 1       |